# Peñón Viejo (métro de Mexico)
Peñón Viejo est une station de la Ligne A du métro de Mexico, dans la délégation Iztapalapa.

## Situation sur le réseau

Plan du métro.

Établie en surface, la station Peñón Viejo de la ligne A du métro de Mexico, est située entre la station Guelatao, en direction du terminus nord-ouest Pantitlán, et la station Acatitla, en direction du terminus sud-est La Paz.

## Histoire
La station ouverte en 1991, doit son nom à la proche colline dite Peñón del Marqués ou Peñón Viejo. C'était jadis un îlot du Lac de Texcoco, appelé Tepepolco. Moctezuma Xocoyotzin s'y reposait. En 1521, Hernán Cortés y installa son quartier général face à Tenochtitlan – il fut ensuite fait marquis d'Oaxaca, d'où le nom du Peñón del Marqués. Ce fut la borne orientale de l'aire urbaine de Mexico jusqu'aux années 1960.
Son symbole est le glyphe d'un rocher (peñon), par lequel les Aztèques représentaient les montagnes ; selon le plan de reconstruction de la région de Tenochtitlan, Luis Gonzalez Aparicio[pas clair].